# 石川県立七尾工業高等学校
石川県立七尾工業高等学校（いしかわけんりつ ななおこうぎょうこうとうがっこう、英: Ishikawa Prefectural Nanao Technical High School）は、かつて石川県七尾市南ヶ丘町にあった公立の工業高等学校。1999年（平成11年）5月の石川県高校再編整備計画の中で、石川県立七尾商業高等学校、石川県立七尾農業高等学校と統合して石川県立七尾東雲高等学校となり、2006年（平成18年）3月末に閉校した。通称は「七工（ななこう）」。

## 設置学科
- 電子機械科
- 総合技術科
- 機械システム科

## 校訓
一生感動　一生青春

## 沿革
- 1965年（昭和40年）4月 - 全日制機械科・繊維工学科を設置し開校。
- 1970年（昭和45年）4月 - 機械科自動車コース設置。
- 1971年（昭和46年）4月 - 機械科自動車コースが自動車科に昇格。
- 1988年（昭和63年）4月 - 自動車科・繊維工学科を募集停止し、電子機械科・総合技術科を設置。
- 1994年（平成6年）4月 - 機械科を機械システム科に学科改編。
- 1998年（平成10年）- 校訓碑「一生感動・一生青春」完成。
- 2001年（平成13年）4月 - 機械システム科の募集停止。
- 2004年（平成16年）4月1日 - 石川県立七尾東雲高等学校の新設開校に伴い募集停止。
- 2006年（平成18年）
  - 3月5日 - 閉校式。
  - 3月31日 - 閉校。

## 部活動
- 運動部 - 陸上競技、バレーボール、相撲、野球、卓球、サッカー、ボウリング、バドミントン、ソフトテニス、バスケットボール、弓道、柔道
- 文化部 - 美術、メカトロ、コンピュータ、生産技術

## 所在地
〒926-0032 石川県七尾市南ヶ丘町342番地

## 出身者
- 池島大介 - 10km、15km、20km競歩の元日本記録保持者。アトランタオリンピック、シドニーオリンピック、1995年世界陸上、1999年世界陸上代表。1999年夏季ユニバーシアード銅メダリスト
- 森大輔 - 元プロ野球選手(横浜ベイスターズ)